# Al-Aïn Football Club
Ne doit pas être confondu avec Al-Aïn Football Club (Arabie saoudite)
Maillots
Actualités
Dernière mise à jour : 16 juin 2025.
Le Al-Ain Football Club (en arabe : نادي العين لكرة القدم), plus couramment abrégé en Al-Ain FC, est un club de football émirati fondé en 1968 et basé à Al-Aïn.
L'équipe est la section footballistique du club omnisports de l'Al Ain Sports and Cultural Club (arabe : نادي العين الرياضي الثقافي).
Le 18 décembre 2018, Al-Ain FC atteint une finale historique en Coupe du monde des clubs de la FIFA, aux dépens de Club Atlético River Plate, après une séance de penalties (2-2 score final, 5-4 après tirs au but).

## Histoire
Le club est officiellement établi en 1968.

## Palmarès
| Compétitions nationales | Compétitions internationales |
| - Championnat des Émirats (14) : - Champion : 1977, 1981, 1984, 1993, 1998, 2000, 2002, 2003, 2004, 2012, 2013, 2015, 2018, 2022 - Vice-champion : 2005 - Coupe des Émirats (7) : - Vainqueur : 1999, 2001, 2005, 2006, 2009, 2014 et 2018 - Finaliste : 1979, 1981, 1990, 1994, 1995, 2007, 2016 et 2023 - Supercoupe des Émirats (5) : - Vainqueur : 1995, 2003, 2009, 2012, 2015 - Finaliste : 2013, 2014 et 2018 - Coupe de la UAEFA (2) : - Vainqueur : 2005, 2006 - Championnat d'Abou Dhabi (2) : - Vainqueur : 1974, 1975 - Coupe de la Ligue des Émirats (2) : - Vainqueur : 2009, 2022 - Finaliste : 2011, 2023, 2024 | - Ligue des champions de l'AFC (2) : - Vainqueur : 2003, 2024 - Finaliste : 2005, 2016 - Coupe du Golfe des clubs champions (1) : - Vainqueur : 2001 - Coupe du monde des clubs - Finaliste : 2018 - Coupe Afrique-Asie-Pacifique - Finaliste : 2024 |

### Compétitions amicales
- Tournoi Ahmed Antifit (1)
  - Vainqueur : 2006[2]

- Coupe d'Amitié Émirats-Marocaine (1)
  - Vainqueur : 2015[3]

## Joueurs et personnalités du club

### Entraîneurs
Le tableau suivant présente la liste des entraîneurs du club depuis 1968.
| Rang | Nom                    | Période   |
| ---- | ---------------------- | --------- |
| 1    | Nasser Dhaen (intérim) | 1968-1971 |
| 2    | Abdel Aziz Hammami     | 1971-1973 |
| 3    | Ahmed Hajeer           | 1973-1976 |
| 4    | Hmid Dhib              | 1976      |
| 5    | Ahmed Alyan            | 1976-1979 |
| 6    | Abdelmajid Chetali     | 1979-1980 |
| 7    | Ahmed Nagah            | 1980-1982 |
| 8    | Nelsinho Rosa          | 1982-1984 |
| 9    | Milian Milianich       | 1984-1986 |
| 10   | Jair Picerni           | 1986      |
| 11   | João Francisco         | 1986-1988 |
| 12   | Zé Mario               | 1988-1990 |
| 13   | Mahieddine Khalef      | 1990-1992 |
| 14   | Yusri Abdul Ghani      | 1992      |
| 15   | Amarildo               | 1992-1995 |
| 16   | Shaker Abdel-Fattah    | 1995      |
| 17   | Ángel Marcos           | 1995-1996 |
| 18   | Lori Sandri            | 1996      |
| 19   | Carlos Cabral          | 1997      |
| 20   | Shaker Abdel-Fattah    | 1997-1998 |

| Rang | Nom                               | Période              |
| ---- | --------------------------------- | -------------------- |
| 21   | Nelo Vingada                      | 1998-1999            |
| 22   | Ilie Balaci                       | 1999-2000            |
| 23   | Oscar Fulloné                     | 2000                 |
| 24   | Mrad Mahjoub                      | 2000-2001            |
| 25   | Anghel Iordănescu                 | 2001-2002            |
| 26   | Ahmed Abdullah (intérim)          | 2002                 |
| 27   | Jamal Haji                        | 2002                 |
| 28   | Bruno Metsu                       | août 2002-mai 2004   |
| 29   | Alain Perrin                      | juil. 2004-oct. 2004 |
| 30   | Mohammad El Mansi (intérim)       | oct. 2004-jan. 2005  |
| 31   | Milan Máčala                      | jan. 2005-jan. 2006  |
| 32   | Mohammad El Mansi (intérim)       | 2006                 |
| 33   | Anghel Iordănescu                 | juin 2006-déc. 2006  |
| 34   | Tini Ruijs (intérim)              | 2006-2007            |
| 35   | Walter Zenga                      | janv. 2007-juin 2007 |
| 36   | Tite                              | juil. 2007-déc. 2007 |
| 37   | Winfried Schäfer                  | 2007-déc. 2009       |
| 38   | Rachid Benmahmoud (intérim)       | déc. 2009            |
| 39   | Toninho Cerezo                    | déc. 2009-avril 2010 |
| 40   | Abdul Hameed Al Mistaki (intérim) | avril 2010-déc. 2010 |

| Rang | Nom                      | Période               |
| ---- | ------------------------ | --------------------- |
| 41   | Ahmed Abdullah (intérim) | 2010                  |
| 42   | Alexandre Gallo          | déc. 2010-juin 2011   |
| 43   | Cosmin Olăroiu           | juin 2011-juil. 2013  |
| 44   | Jorge Fossati            | juil. 2013-sept. 2013 |
| 45   | Ahmed Abdullah (intérim) | sept. 2013            |
| 46   | Quique Flores            | sept. 2013-mars 2014  |
| 47   | Zlatko Dalić             | mars 2014-janv. 2017  |
| 48   | Zoran Mamić              | fév. 2017-janv. 2019  |
| 49   | Juan Carlos Garrido      | fév. 2019-mai 2019    |
| 50   | Ivan Leko                | juil. 2019-déc. 2019  |
| 51   | Ghazi Al-Shammari        | déc. 2019-janv. 2020  |
| 52   | Pedro Emanuel            | janv.-2020-juin 2021  |
| 53   | Serhiy Rebrov            | juin 2021-juin 2023   |
| 54   | Alfred Schreuder         | juil. 2023-nov. 2023  |
| 55   | Hernán Crespo            | nov. 2023-nov. 2024   |
| 56   | Leonardo Jardim          | nov. 2024-fév. 2025   |
| 57   | Vladimir Ivić            | fév. 2025 -           |

## Identité du club

### Logos

1968-2011
2011-2014
Depuis 2014.